# Blackberry (Unternehmen)

Logo bis 29. Januar 2013

Die Blackberry Limited (Eigenschreibweise BlackBerry) ist ein kanadischer Softwarehersteller sowie Vermarkter mobiler Kommunikationssysteme. Bekannt ist das Unternehmen für das Blackberry-Smartphone. Das Unternehmen ist an der Toronto Stock Exchange und an der NASDAQ gelistet.

## Geschichte

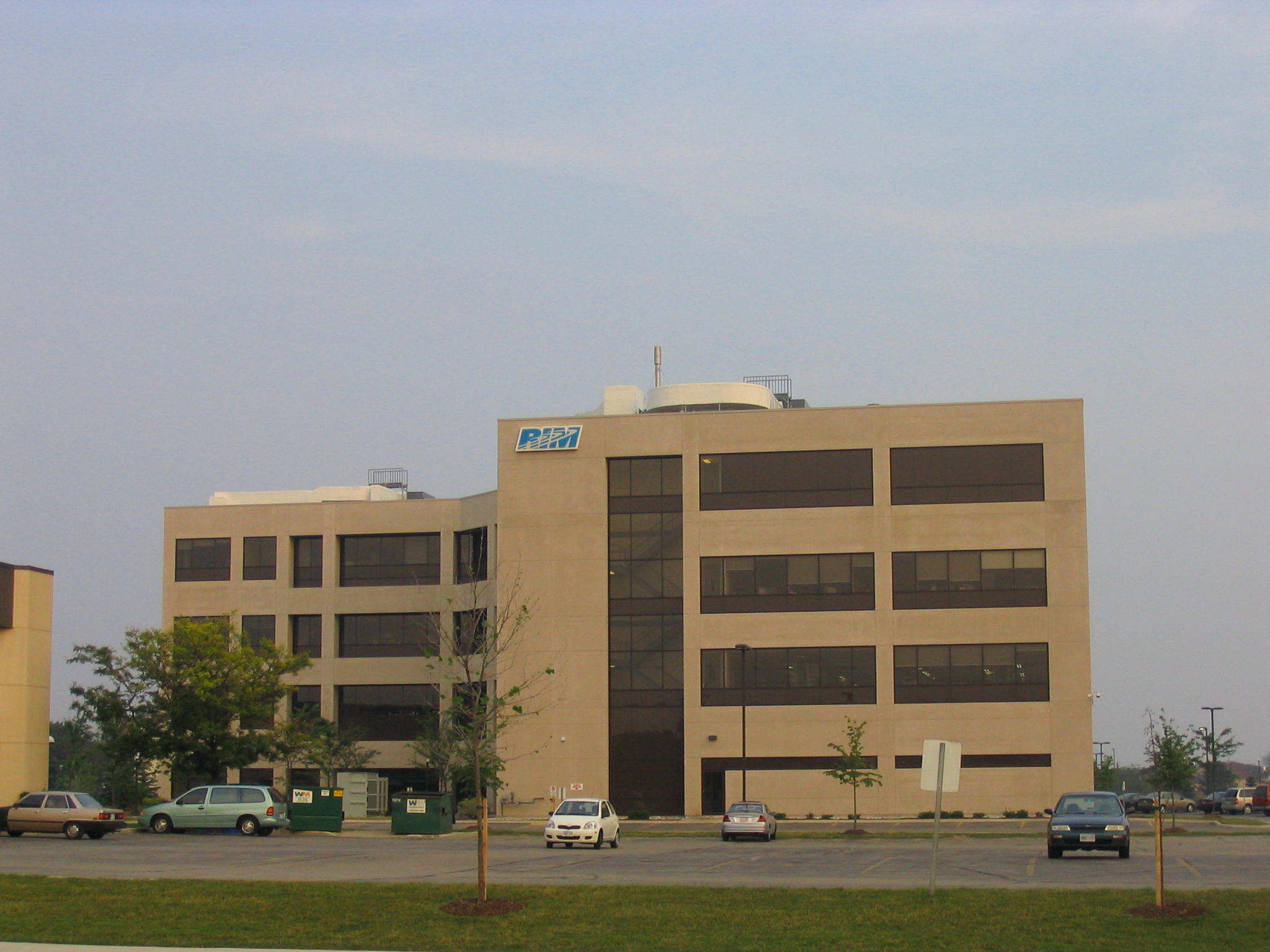
Blackberry-Hauptsitz in Kanada

Das Unternehmen wurde 1984 von Mike Lazaridis, einem ehemaligen Studenten mit griechischen Wurzeln der University of Waterloo, und Douglas Fregin unter dem Namen Research in Motion Limited (RIM) gegründet, um neue Kommunikationstechnologien zu entwickeln. 1999 wurde das erste Smartphone am Markt eingeführt. Seit September 2010 produziert Blackberry auch Tabletcomputer. Dazu erwarb sie im April 2010 von Harman International Industries das Betriebssystem QNX. Am 30. Januar 2013 gab die Research in Motion Limited bekannt, ab diesem Tag unter dem Namen (d.b.a.) Blackberry Handel zu treiben. Rechtlich gesehen wurde die Umfirmierung allerdings erst am 9. Juli 2013 durchgeführt.
Nachdem sich Blackberry selbst zum Verkauf angeboten hatte, meldeten sich mehrere Interessenten für den Kauf des Unternehmens. Anfang November 2013 wurde der Verkauf abgesagt und der bisherige Firmenchef Thorsten Heins entlassen. Der frühere Sybase-Chef John Chen übernahm den Posten. 2012 gab es weltweit etwa 80 Millionen Blackberry-Nutzer.
2014 übernahm Blackberry das deutsche Unternehmen Secusmart, das Technologie zur Sprachverschlüsselung entwickelt hat. Diese kommt auch auf Handys der Bundesregierung zum Einsatz. Das Portfolio wurde weiter auf „Secure Software Company“ fokussiert und wird durch weitere Übernahmen bestätigt: WatchDox (israelischer EFSS-Anbieter), AtHoc (Krisenkommunikationsanbieter), Encription (Cybersecurity Consulting) und Good Technology (Früherer EMM Konkurrent).
Das Unternehmen leidet unter starken Umsatzrückgängen. Betrug dieser im Geschäftsjahr 2011 noch 19,9 Milliarden US-Dollar (dem höchsten Umsatz in der Unternehmensgeschichte), lag er für das Geschäftsjahr 2015 nur noch bei 3,3 Milliarden US-Dollar. Diesem Rückgang stand jedoch ein Umsatzanstieg von rund 1.370 Prozent im Zeitraum von 2005 bis 2011 gegenüber.
Am 28. September 2016 gab das Unternehmen bekannt, dass Smartphones nur noch in Lizenz hergestellt werden sollen. So bietet Blackberry die Hard- und Software-Härtungen für Android anderen Geräteherstellern in Lizenz an. Für OS10 wünscht sich das Unternehmen auch einen Lizenznehmer, konnte bisher aber noch keinen nennen. 2020 wurde zudem ein neuer Lizenzvertrag mit dem US-amerikanischen Start-up-Unternehmen OnwardMobility mit dem Ziel, 2021 ein neues Blackberry 5G Smartphone auf den Markt zu bringen, unterzeichnet. OnwardMobility arbeitet dabei mit BlackBerry Limited selbst, sowie mit FIH Mobile (einem Tochterunternehmen von Foxconn) zusammen. Im Februar 2022 gab OnwardMobility bekannt, seinen Betrieb und die Entwicklung eines neuen Blackberry-Smartphones einzustellen.

## Produkte
Blackberry
Das erste bekannte Produkt war der 1998 vorgestellte Inter@ctive Pager. 1999 wurde der Blackberry vorgestellt, der noch heute das bekannteste Produkt des Unternehmens darstellt. Mit diesem war es erstmals möglich, E-Mail-Korrespondenz auch unterwegs über einen Push-Dienst zu erledigen.
Blackberry Playbook
Auf der Entwicklerkonferenz RIM DevCon in San Francisco wurde September 2010 das „Blackberry Playbook“ als Antwort auf das Apple iPad vorgestellt. Es kam am 19. April 2011 in 20.000 Geschäften gleichzeitig auf den amerikanischen Markt, ab Mai 2011 war es in Deutschland erhältlich.

## Betriebssystem
Blackberry OS
RIM entwickelt nicht nur die Geräte selbst, sondern auch das Betriebssystem Blackberry OS. Im April 2009 wurde die Blackberry App World als Vertriebsplattform für Apps eröffnet.
Blackberry 10
Nachdem das Betriebssystem QNX (Microkernel-Architektur) 2010 gekauft wurde, stellt man alle Produkte auf das darauf basierende Blackberry 10 um.

## Prozesse wegen Patentverletzungen
Blackberry war mehrfach an Gerichtsverfahren wegen der angeblichen Benutzung bereits patentrechtlich geschützter Technologien beteiligt.
- Glenayre vs. RIM: RIM beschuldigte im Jahr 2001 Glenayre der Verletzung eigener Patente. Das Verfahren wurde mit einer außergerichtlichen Einigung zu Gunsten von RIM beendet.[25]
- RIM vs. NTP: 2002 wurde RIM durch NTP in Virginia verklagt. Im Laufe des Prozesses gelang es RIM nicht, die Vorwürfe zu widerlegen, und das Unternehmen wurde zu Strafzahlungen verurteilt. Im Laufe des Gerichtsverfahrens bestand die Befürchtung, dass eine kurzfristige Abschaltung der mobilen Dienste notwendig sein könnte. Mit einer Zahlung in Höhe von 612,5 Mio. US-Dollar wurde das Verfahren im Jahr 2006 außergerichtlich beendet. RIM leitete eine gerichtliche Überprüfung der NTP erteilten Patente ein, welche mittlerweile vom US Patent Office für nichtig erklärt wurden.